# Atractylocarpus longisetus
Atractylocarpus longisetus är en bladmossart som beskrevs av Edwin Bunting Bartram 1946. Atractylocarpus longisetus ingår i släktet trådnervmossor, och familjen Dicranaceae. Inga underarter finns listade i Catalogue of Life.